# NGC 3922
NGC 3922 (ook: NGC 3924) is een spiraalvormig sterrenstelsel in het sterrenbeeld Grote Beer. Het hemelobject werd op 9 maart 1788 ontdekt door de Duits-Britse astronoom William Herschel.

## Synoniemen
- UGC 6824
- MCG 8-22-17
- ZWG 243.17
- ZWG 269.8
- PGC 37072